# 24 Comae Berenices
Désignations
Désignations
24 Comae Berenices (en abrégé 24 Com) est un système stellaire triple de la constellation boréale de la Chevelure de Bérénice, d'une magnitude apparente combinée de 4,91. Le système apparaît dans un instrument comme une étoile double aux couleurs contrastées, avec 24 Com A qui est une géante rouge de type K et 24 Com B, une étoile blanche qui s'avère être en réalité une binaire spectroscopique dont ses composantes sont toutes deux des étoiles de type A de la séquence principale similaires. 24 Com A et 24 Com B sont séparées de 20,160 secondes d'arc dans le ciel, avec un angle de position de 271°. Cette séparation relativement importante et le contraste entre les couleurs de ses étoiles, qui rappellent Albiréo du Cygne, font que 24 Com est parfois surnommée l'« Albiréo du printemps ».

## 24 Comae Berenices A
24 Com A est une étoile géante orangée de type spectral K2III et d'une magnitude apparente de 5.02. D'après les mesures de parallaxe annuelle effectuées par le satellite Gaia, elle est distante d'environ ∼ 380 a.l. (∼ 117 pc) de la Terre. Elle est 4,4 fois plus massive que le Soleil et elle s'est étendue jusqu'à atteindre un rayon qui vaut environ 20 fois celui du Soleil. Elle est environ 173 fois plus lumineuse que le Soleil et sa température de surface est de 4 480 K.

## 24 Comae Berenices B
24 Com B est une étoile binaire spectroscopique à raies doubles, dont les mouvements des raies des deux composantes peuvent être discernés. Sa magnitude apparente combinée est de 6,28 et le système est distant de ∼ 369 a.l. (∼ 113 pc) de la Terre. Les deux étoiles bouclent une orbite l'une autour de l'autre selon une période de 7,34 jours et avec une excentricité de 0,21. Le spectre combiné de la binaire correspond à une étoile blanche de la séquence principale de type spectral A9Vm.
Les deux composantes, similaires, sont des étoiles Am, un type d'étoile chimiquement particulière de type A qui montre des raies d'absorption de certains éléments anormalement fortes. Leur métallicité est fortement supérieure à celle du Soleil, avec un indice [Fe/H] qui vaut 0,54 dex. Elles possèdent une masse de 1,78 M☉ et de 1,52 M☉, respectivement. Combinées, elles émettent autant de luminosité que 24 Soleils et leur température de surface est de 7 475 K environ.